# Mary Chapin Carpenter
Mary Chapin Carpenter (født 21. februar 1958) er en country/folk singer/songwriter fra USA.
Hun har i perioder turneret med bl.a. Dar Williams.

## Diskografi
- Hometown girl (1987)
- State of the heart (1989)
- Shooting straight in the dark (1990)
- Come on come on (1992)
- Stones in the road (1994)
- Party doll (1994)
- A place in the world (1996)
- Time sex love (2001)
- Between here and gone (2004)
- The calling (2007)
- The Age of Miracles (2010)